# Apostolska nunciatura v Azerbajdžanu
Apostolska nunciatura v Azerbajdžanu je diplomatsko prestavništvo (veleposlaništvo) Svetega sedeža v Azerbajdžanu.
Trenutno (avgust 2011) je mesto nezasedeno.

## Seznam apostolskih nuncijev
- Jean-Paul Aimé Gobel (1994–6. december 1997)
- Peter Stephan Zurbriggen (13. junij 1998–25. oktober 2001)
- Claudio Gugerotti (13. december 2001–15. julij 2011)